# Josef Mohnl
Josef Mohnl (* 17. Juli 1945 in Wien; † 25. September 1991 in Tulln an der Donau) war ein österreichischer Hauptschullehrer und Politiker (SPÖ). Mohnl war Mitglied des Bundesrates, Abgeordneter zum Landtag von Niederösterreich und von 1988 bis 1991 Landesrat in der Niederösterreichischen Landesregierung.
Mohnl besuchte die Pflichtschule und wechselte danach an die Bundeslehrerbildungsanstalt in St. Pölten. Er legte 1964 die Reifeprüfung für das Lehramt an Volksschulen ab und absolvierte 1966 die Lehrbefähigungsprüfung für Volksschulen. Zwischen 1967 und 1969 arbeitete Mohnl als Volksschullehrer, ab 1969 als Hauptschullehrer an der Hauptschule in Zwentendorf an der Donau. Zudem war er Mitglied des Bezirksschulratskollegiums.
Mohnl vertrat die SPÖ ab 1971 im Gemeinderat von Zwentendorf und hatte zwischen 1983 und 1991 das Amt des Bürgermeisters inne. Er war zudem geschäftsführender Bezirksparteiobmann der SPÖ sowie Bezirksobmann des Sozialistischen Lehrervereins Österreichs (SLÖ). Mohnl vertrat die SPÖ Niederösterreich vom 1. Oktober 1982 bis zum 14. Mai 1986 im Bundesrat und wechselte mit dem 15. Mai 1986 in den Niederösterreichischen Landtag, wo er ab 1987 auch die Funktion des Klubobmanns übernahm. Mit dem 17. November 1988 legte Mohnl sein Amt als Abgeordneter nieder und wurde als Landesrat in die Niederösterreichische Landesregierung gewählt. Er übte das Amt bis zu seinem Tod aus, wobei er bei einem Verkehrsunfall tödlich verunglückte. 